# Trettonde söndagen efter trefaldighet
Trettonde söndagen efter trefaldighet är en av söndagarna i "kyrkans vardagstid". Den här söndagen brukar kallas diakonins dag, och kollekten går till diakonala ändamål.
Den infaller 21 veckor efter påskdagen. Den liturgiska färgen är grön.
Temat för dagens bibeltexter enligt evangelieboken är Medmänniskan:, och en välkänd text är liknelsen om den barmhärtige samariern ur Lukasevangeliet, där också det dubbla kärleksbudet återges. Hit hör också den så kallade gyllene regeln, som står i Matteusevangeliet:
Allt vad ni vill att människorna skall göra för er, det skall ni också göra för dem.

## Svenska kyrkan

### Texter
Söndagens tema enligt 2003 års evangeliebok är Medmänniskan. De bibeltexter som används för att belysa dagens tema är:
| Första årgången                                                               | Andra årgången                                                        | Tredje årgången                                             | Psaltarpsalm      |
| Första Moseboken 4:8-12 Första Johannesbrevet 4:7-10 Lukasevangeliet 10:23-37 | Femte Moseboken 15:7-11 Romarbrevet 13:8-10 Matteusevangeliet 5:38-48 | Jeremia 38:7-13 Romarbrevet 12:16-21 Matteusevangeliet 7:12 | Psaltaren 103:1-6 |

### Fotnoter
1. ↑  ”Trettonde söndagen efter trefaldighet - diakonins dag”. Svenska kyrkan. https://www.svenskakyrkan.se/troochandlighet/kyrkoarets-bibeltexter?helgdag=65. Läst 27 november 2015.
2. ↑   Den svenska psalmboken med tillägg. Stockholm: Verbum. 2005. sid. 1511–1514. Libris ht7wjxh8f3k4gcqk. ISBN 978-91-526-5515-3